# Marisa Orth
Marisa Domingos Orth (São Paulo, 21 de outubro de 1963) é uma atriz, cantora, comediante e apresentadora brasileira. Formada em psicologia pela Pontifícia Universidade Católica de São Paulo e em interpretação pela Escola de Arte Dramática da Universidade de São Paulo, ela é uma das atrizes brasileiras mais populares, sobretudo por suas atuações na televisão. Orth recebeu vários prêmios, incluindo um Prêmio APCA, um Prêmio Guarani, e um Prêmio Qualidade Brasil, além de ter recebido indicações para quatro Prêmios Bibi Ferreira e um Prêmio Extra.
Orth iniciou sua carreira no início da década de 1980 no teatro atuando na peça Una Serata Al Sugo. Ela se destacou no teatro musical por sua voz emblemática e forte presença nos palcos. Entretanto, apenas se popularizou no país em 1990 quando estreou na televisão atuando na novela Rainha da Sucata, como a pretensiosa Nicinha. Por seu desempenho, ela foi vencedora do Prêmio APCA de melhor revelação. No ano seguinte, em 1991, estreou no cinema na comédia Não Quero Falar Sobre Isso Agora, que lhe rendeu o Kikito de Melhor Atriz no Festival de Gramado, maior premiação do cinema à época. Elogiada pela crítica em todas as áreas do entretenimento, ela passou a ser requisitada para diversos trabalhos. Na televisão, ela ainda participou do humorístico TV Pirata e da novela Deus nos Acuda, em 1992. 
No entanto, foi em 1996 que ela se consolidou na teledramaturgia quando passou interpretar a personagem Magda Antibes na sitcom Sai de Baixo, sendo esse um de seus trabalhos mais recordados na carreira. O programa foi líder de audiência permanecendo no ar até 2002. No cinema, ela protagonizou o filme de drama Doces Poderes (1997), como a jornalista Beatriz. Por esse trabalho, ela se saiu vencedora do Prêmio Guarani de Melhor Atriz, maior premiação da crítica cinematográfica do país. Ainda esteve no drama Por Trás do Pano (1999), no suspense Durval Discos (2002) e na comédia Os Normais - O Filme (2003). Em 2003, ela voltou às novelas sendo uma das protagonistas de Agora É que São Elas, como a fútil Vanvan. Entre 2007 e 2009 voltou a se destacar em um sitcom como Rita em Toma Lá, Dá Cá, pelo qual foi vencedora do Prêmio Qualidade Brasil de Melhor Atriz de Comédia. Em 2008 protagonizou o filme Maré, Nossa História de Amor como a professora de dança Fernanda.
No teatro, ela foi aclamada por suas atuações no teatro musical. Em começou a interpretar Mortícia Addams no espetáculo A Família Addams. Por esse trabalho, ela recebeu vários prêmios, além de ter sido indicada ao Prêmio Bibi Ferreira. Também foi elogiada pela performance em O Que o Mordomo Viu? (2014) e Mulheres à Beira de um Ataque de Nervos (2015), recebendo indicações ao Prêmio Qualidade Brasil e Prêmio Bibi Ferreira novamente. Na televisão, ainda atuou nas novelas Sangue Bom (2013), Haja Coração (2016), Tempo de Amar (2017) e Além da Ilusão (2022). Em 2022, voltou aos palcos em uma nova montagem de A Família Addams, sendo indicada ao Prêmio Bibi Ferreira pela quarta vez.

## Biografia
Filha do engenheiro Antônio Teófilo de Andrade Orth e da pedagoga Marlene Domingos Orth. O sobrenome "Orth" é alemão e "Domingos" vem de sua ascendência italiana da Calábria, sendo uma adaptação do nome original "Domenica", a partir do pós-guerra. Orth é formada em psicologia pela Pontifícia Universidade Católica de São Paulo (PUC-SP) e em interpretação pela Escola de Arte Dramática (EAD-USP), tendo cursado as duas ao mesmo tempo, uma pela manhã e a outra à noite. Tem um filho chamado João Antonio Pereira. Quando criança, fez balé clássico e foi nadadora do Clube Pinheiros de São Paulo, conquistando o Campeonato Paulista duas vezes. Foi casada com Evandro Pereira de 1991 a 2003.

## Carreira

### Teatro
Integrou o grupo de teatro Vento Forte e estreou nos palcos em 1983 na peça Una Serata Al Sugo, de Miroel Silveira. Fez parte do conjunto musical Luni (1986), um coletivo de artistas que compunham canções e faziam performances. Em setembro de 1988 Marisa estreou a peça Fica Comigo Esta Noite, de Flávio de Souza vivendo a personagem Laura, contracenando com Carlos Moreno no papel de Edu. Em 2007 voltou a viver a mesma personagem em uma nova montagem da peça, desta vez contracenando com Murilo Benício. Em 22 de janeiro de 2010, Marisa estreou a peça O Inferno Sou Eu, no "Teatro Jaraguá" (Bela Vista - SP), sobre a vida da  filósofa francesa Simone de Beauvoir. A peça foi prolongada até o final de 2010 e levada para fora da cidade de São Paulo. Tem curadoria de Beto Amaral e Pedro Igor Alcântara, que comemoram o sucesso do filme  "Insolação", um retrato de histórias de amores impossíveis. A atriz estreou, em 2 de março de 2012 no "Teatro Abril", o musical: A Família Addams; ao lado dos atores e cantores, Daniel Boaventura, Laura Lobo e Beto Sargentelli. Marisa viveu Mortícia Addams na versão do musical da Broadway. Daniel Boaventura interpretou Gomez. Em 21 de março de 2014, Marisa Orth estreou ao lado de seu parceiro de longa data, Miguel Falabella, a peça teatral O Que o Mordomo Viu?, com versão brasileira e direção do próprio Miguel Falabella. A peça é ambientada em uma clínica psiquiátrica. O reencontro entre os dois atores no palco ocorreu de maneira inesperada. Marisa Orth veio substituir a atriz Arlete Salles, afastada por problemas de saúde. "O convite foi fruto de uma situação emergência. Fiz um intervenção de 10 dias, então ela [a peça] já veio com uma dose de adrenalina", explicou emergência, em entrevista.
Em 2022, Marisa reestreou o papel de Mortícia Addams na montagem brasileira de A Família Addams, dez anos depois da primeira estreia do mesmo papel na montagem da Broadway. A nova versão do musical estreou em 10 de março de 2022, no Teatro Renault e conta também com a reestreia de Daniel Boaventura no papel de Gomez.

### Televisão

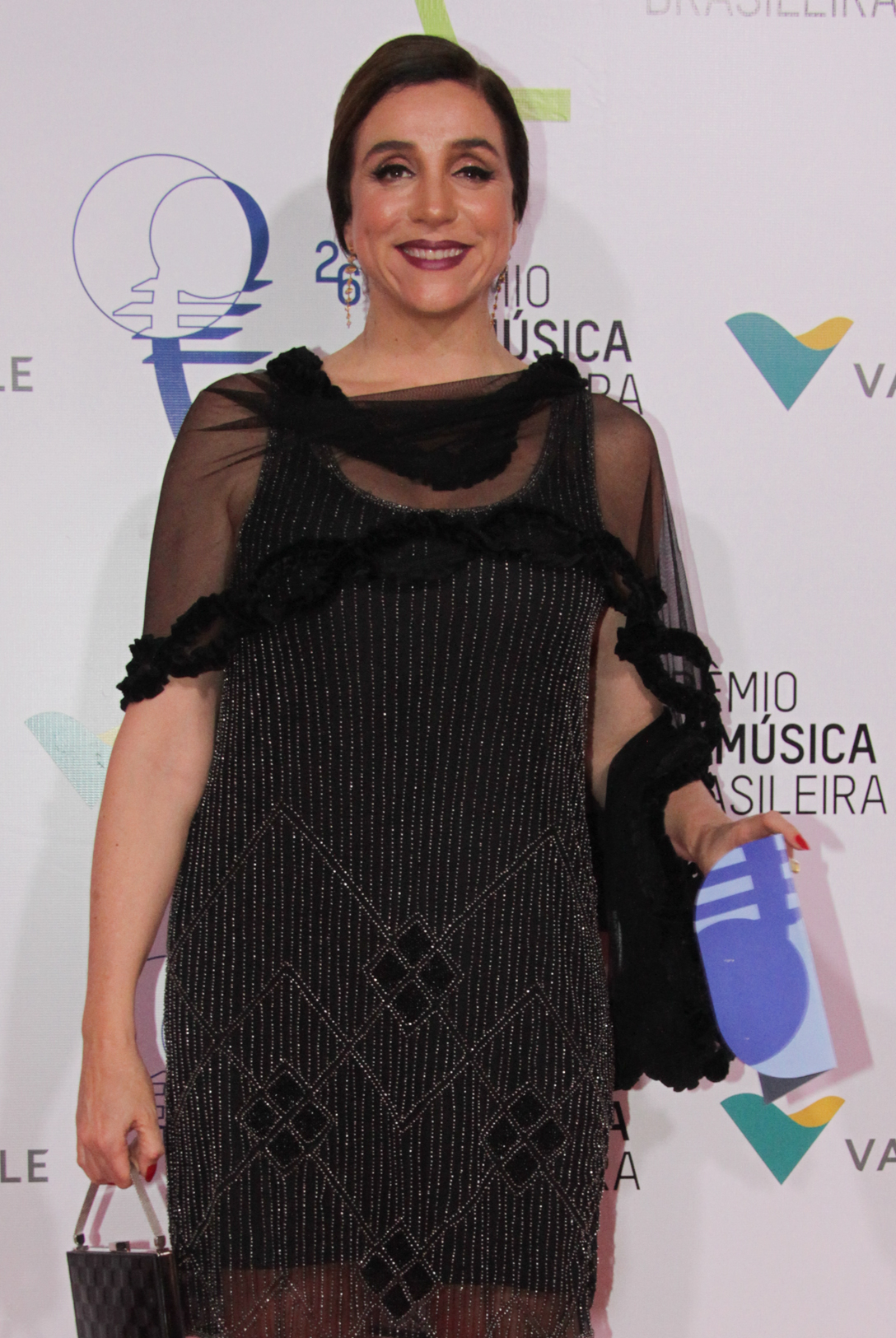
Marisa Orth em 2015.

Sua primeira personagem de telenovela foi Nicinha, em Rainha da Sucata ganhando o prêmio APCA de Melhor Revelação Feminina em 1990 pela interpretação da sua personagem na novela. Seu personagem de maior sucesso na televisão foi Magda, no programa de comédia Sai de Baixo. Em 1997, Marisa Orth posou nua para a Playboy. A capa da edição dizia: "Marisa Orth, a Magda de 'Sai de Baixo'". Logo depois, Marisa interpretou Cleópatra no video-game infantil Gustavinho em o Enigma da Esfinge.
De 2002 a 2004 participou do quarteto de mulheres no programa Saia Justa, do canal pago GNT (Grupo Globo), junto a Mônica Waldvogel, Rita Lee e Fernanda Young.
Em 2006, a personagem Magda, que Marisa Orth interpretou no sitcom Sai de Baixo da Rede Globo, foi eleita pelo site "Top Of Business Brasil" como a melhor personagem de humor da televisão brasileira. Na votação (que recebeu aproximadamente 1,5 milhão de votos), Magda recebeu 15% dos votos do público. Em segundo lugar ficou Barbosa, personagem interpretado por Ney Latorraca no extinto TV Pirata, com 13%. Em terceiro, aparecia Caco Antibes, personagem de Miguel Falabella, também do Sai de Baixo, com 9% dos votos. Na votação, participavam mais de 50 personagens de humor da televisão brasileira. No segundo semestre de 2007, Marisa Orth entra para o elenco do sitcom Toma Lá, Dá Cá. Marisa encerrou com a personagem assim que a série teve o seu término, dois anos e meio mais tarde, em dezembro de 2009. Em menos de quatro meses, Marisa Orth volta para a TV, interpretando a Dra. Michele, no seriado S.O.S. Emergência, que teve sua estreia em 4 de abril de 2010. A série conta a história da inusitada rotina dos profissionais do "Hospital Isaac Rosenberg", trazendo humor às relações entre médicos e pacientes. Os personagens da série trabalham no hospital e recebem, a cada episódio, pacientes variados. Em 2011, Marisa tinge os cabelos de louro para viver sua nova personagem, Valéria, no seriado Macho Man, que com sua primeira temporada, teve estreia em 8 de abril de 2011 e seu término em 8 de julho de 2011. A segunda temporada teve início em 4 de novembro de 2011. Sua personagem é uma ex-gorda que aprende a se adaptar ao novo corpo, na mesma medida que seu amigo Nelson (Jorge Fernando) procura se adaptar a nova sexualidade, garantindo boas risadas ao público. Em 2013, Marisa volta às telas na nova (8ª) temporada do sitcom, Sai de Baixo, onze anos após a última. Logo após, integra o elenco da telenovela Sangue Bom, que teve estreia no dia 29 de abril de 2013. Sua personagem é Damáris, uma perua brega e dissimulada que fará de tudo para reconquistar o ex-marido Wilson (Marco Ricca). Em 2014, interpreta Silvia, esposa de um senador em Dupla Identidade. Em 2016, participa da novela Haja Coração, um reboot de Sassaricando , no horário das sete, como a italiana Francesca, mãe da personagem Tancinha (Mariana Ximenes). Em 2017, participa da novela Tempo de Amar como Celeste Hermínia (Mafalda), uma cantora portuguesa de fado que mudou-se há muitos anos para o Brasil e, apesar de conviver com um passado doloroso que a assombra, reconstitui sua vida, alcançando grande sucesso musical no país. No final de 2018, participa da série Pais de Primeira, escrita por Antonio Prata, vivendo Rosa, mãe de Pedro (George Sauma).

### Cinema
Sua primeira personagem, em cinema, foi no curta-metragem A Mulher Fatal Encontra O Homem Ideal, de 1987, dirigida por Carla Camuratti. Em 1991, estreia seu primeiro longa-metragem, a comédia Não Quero Falar Sobre Isso Agora, onde ela atua ao lado de Evandro Mesquita e Eliana Fonseca. Após esse trabalho, o cinema brasileiro passou por um período de baixa produção. Marisa esteve no elenco de um dos poucos filmes lançados entre 1992 e 1995, Capitalismo Selvagem. Em 1997, época de retomada do cinema nacional, a atriz protagonizou o filme Doces Poderes, gravado em Brasília, onde ela interpretou a jornalista Bia Campos Jordão. Por seu desempenho, ela venceu o Prêmio Guarani de melhor atriz.
Em 1999, atua no elogiado e premiado filme Por Trás do Pano, com Denise Fraga, Luís Melo e Pedro Cardoso. No thriller Durval Discos (2002), ela interpreta a garçonete Elisabeth, melhor amiga do protagonista Durval. Já nos anos seguintes, sua atuação no cinema se limitou a participações especiais em filmes de comédia, como Os Normais - O Filme e Como Fazer um Filme de Amor. Em 2008, ela é dirigida por Lúcia Murat protagonizando o drama Maré, nossa história de amor, uma releitura contemporânea da tragédia de William Shakespaere Romeu e Julieta, onde ela interpreta uma professora de dança na comunidade do Complexo da Maré.
No dia 4 de dezembro de 2009, estreou nos cinemas, com o filme É Proibido Fumar, em que há participação de Marisa. O filme conta a história de uma professora de violão fumante que começa a namorar seu vizinho, um músico de churrascaria e por ele larga o cigarro. Mas a sua crise de abstinência será apimentada pelas saudades que ele sente da ex-mulher, uma carioca que é modelo de mão. Há também uma participação da cantora Pitty no longa. Marisa Orth concorre ao 5º Prêmio Contigo! de Cinema na categoria Melhor Atriz Coadjuvante em É Proibido Fumar.
Em 2019, estreia no filme Sai de Baixo, uma adaptação da sitcom Sai de Baixo, em que a atriz faz a personagem Magda. O filme conta com roteiro de Miguel Falabella produção de Daniel Filho e direção de Cris D'Amato. Em 2022, estreia dois longas-metragens nos quais Marisa atua dublando vozes originais, Tarsilinha, onde ela dubla a Lagarta, e Tromba Trem: O Filme, onde ela interpreta Mirella Miramontes.

### Música

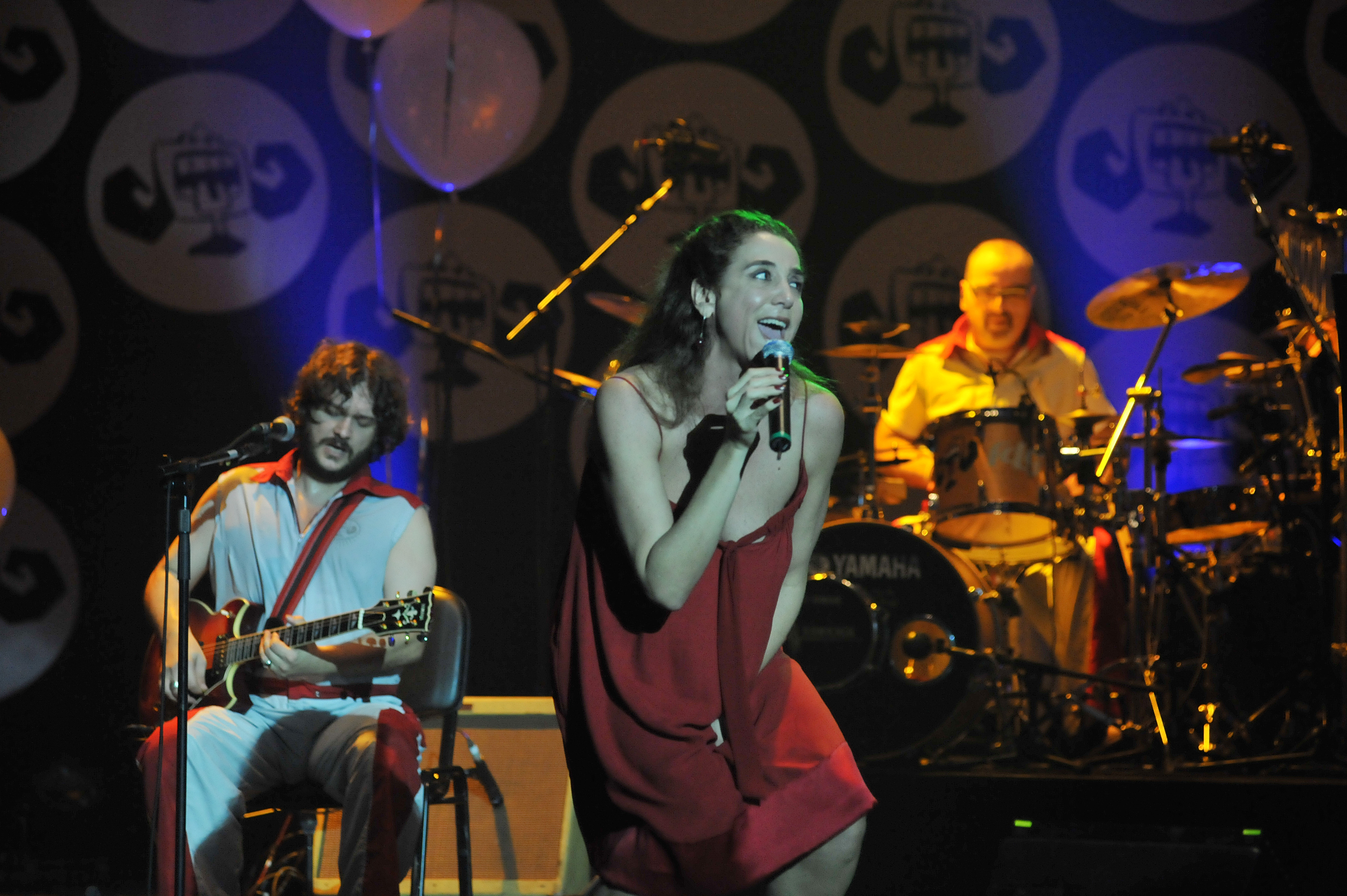
Marisa Orth em 2009.

Como cantora, foi integrante das bandas Luni nos anos 80 e Vexame entre 1989 e 2007. Já em 2009, Marisa lança o álbum solo, Romance Vol. II, que foi resultado do show de mesmo nome, o musical Romance Volume II (realizado com 60 concertos), da atriz e cantora Marisa Orth, e que, de tanto sucesso do musical, acabou virando disco e considerada como sua primeira turnê. O álbum foi lançado em 13 de agosto de 2009. (Obs.: Não existe o álbum ou o musical chamado "Romance Volume I"). Dona de voz quente e sensual (o tipo vocal é mezzo-soprano), Marisa mostra repertório eclético que vai de Tom Jobim ("Demais") a banda de soft rock 10cc (I'm Not in Love), passando por Roberto e Erasmo Carlos ("Minha Fama de Mau"), Rita Lee ("Fruto Proibido"), Tim Maia ("Sofre") e Secos & Molhados ("Amor"). O CD tem participações de Edgard Scandurra, Natália Barros, Théo Werneck e Fernando Figueiredo, estes três últimos, seus companheiros do Luni, grupo paulistano dos anos 1980, que ela revive cantando dois sucessos deles "Oi" e "The Best". Quase com dois anos com a turnê Romance Volume II, só agora, depois de seis meses do lançamento de de seu álbum Romance Vol. II, que Marisa Orth trabalha em um vídeo clipe. Já com três singles de seu CD, a canção Insanidade Temporária, foi o quarto single e primeiro videoclipe da cantora.
No final de 2014 e 2015, Marisa Orth volta com o Romance Volume III – "Agora Vai!", que apresenta uma abordagem um pouco mais "a fundo" do que a montagem anterior, passando pela leveza do namoro até os relacionamentos mais profundos, como casamentos, noivados e amizades de longa data. O título sugere que todos os conflitos amorosos são únicos, mas quando olhados de longe são absolutamente iguais. Além disso, espera comunicar como o tema do casamento é atualmente tratado pelas pessoas, volume três, pois o primeiro e o segundo romance já não deram certo.
Em 2017, volta aos palcos para três apresentações com a banda Vexame que agitou o cenário cultural brasileiro nos anos 90. As apresentações misturam música e teatro e a atriz aparece como a personagem Maralu Menezes, uma apresentadora de TV. No mesmo ano, a atriz e cantora interpreta, junto com uma das compositoras Diane Mazza, a música Céu e Mar composta também por Nani Plameira que integra a trilha sonora da novela das seis Tempo de Amar.

## Filmografia

### Televisão
| Ano     | Título                            | Papel                                            | Nota                                       |
| ------- | --------------------------------- | ------------------------------------------------ | ------------------------------------------ |
| 1987    | Olhar Feminino                    | Apresentadora                                    | Episódio: "3° Olhar"                       |
| 1988–90 | Revistinha                        | Várias personagens                               |                                            |
| 1990    | Rá-Tim-Bum                        | Várias personagens                               |                                            |
| 1990    | Rainha da Sucata                  | Eunice Moreiras (Nicinha)                        |                                            |
| 1991    | Mundo da Lua                      | Monalisa                                         | Episódio: "Bye, Bye, Big Bad Boys "        |
| 1992    | TV Pirata                         | Várias personagens                               | Temporada 4                                |
| 1992    | Deus Nos Acuda                    | Valquíria Silveira Bueno                         |                                            |
| 1995    | A Comédia da Vida Privada         | Beatriz                                          | Episódio: "Sexo na Cabeça"                 |
| 1995    | Você Decide                       | Laura                                            | Episódio: "A Herança"                      |
| 1996–02 | Sai de Baixo                      | Magda Luciana Eugênia Mathias Sayão Antibes      |                                            |
| 1997    | Alice no País da Música           | Margareth / Rainha                               | Especial                                   |
| 1998    | Vida ao Vivo Show                 | Várias personagens                               | Episódio: "28 de junho"                    |
| 2001    | Brava Gente                       | Antonieta                                        | Episódio: "O Tocador de Tuba"              |
| 2001    | Brava Gente                       | Vanda                                            | Episódio: "O Diabo Ri Por Último"          |
| 2001    | Os Normais                        | Nina                                             | Episódio: "Mal-entendido é Normal"         |
| 2002    | Os Normais                        | Maria Sílvia                                     | Episódio: "Divertimento Normal e Sadio"    |
| 2002    | Big Brother Brasil                | Apresentadora                                    | Temporada 1                                |
| 2002    | Saia Justa                        | Apresentadora                                    | Temporadas 1—3                             |
| 2003    | Agora É que São Elas              | Vaneide Ramos Zabelheira (Vanvan)                |                                            |
| 2003    | A Diarista                        | Aline                                            | Episódio: "A Diarista"                     |
| 2004    | Os Aspones                        | Anete                                            |                                            |
| 2005    | Sob Nova Direção                  | Drª. Melanie                                     | Episódio: "Dormindo com a Inimiga"         |
| 2005    | Bang Bang                         | Úrsula McGold Lane                               |                                            |
| 2006    | Minha Nada Mole Vida              | Charlene                                         | Episódio: "Olha o Carnavalzeta Aí, Gente!" |
| 2006    | A Diarista                        | Comissária Jaqueline                             | Episódio: "Aquele do Avião"                |
| 2007    | A Grande Família                  | Val                                              | Episódio: "Será Que Ela É?"                |
| 2007–09 | Toma Lá, Dá Cá                    | Rita de Almeida Dassoin Moreira                  |                                            |
| 2010    | S.O.S. Emergência                 | Drª. Michele T.S.                                |                                            |
| 2011    | Macho Man                         | Valéria dos Santos                               |                                            |
| 2013    | Sai de Baixo                      | Magda Luciana Eugênia Mathias Sayão Antibes      |                                            |
| 2013    | Sangue Bom                        | Damáris Maria Carmim Rabelo / Gládis do Cabuçu   |                                            |
| 2014    | Almanaque Musical com Marisa Orth | Apresentadora                                    |                                            |
| 2014    | Dupla Identidade                  | Sílvia Veiga                                     |                                            |
| 2015    | Odeio Segundas                    | Valéria Honório                                  |                                            |
| 2016    | Haja Coração                      | Francesca Rigoni Di Marino                       |                                            |
| 2017    | Edifício Paraíso                  | Soraya Rodrigues                                 |                                            |
| 2017    | Tempo de Amar                     | Celeste Hermínia / Mafalda Torres Correia Guedes |                                            |
| 2018    | Pais de Primeira                  | Rosa Zanini                                      |                                            |
| 2019    | Bom Sucesso                       | Isadora / Drª. Marcela Klein                     | Episódios: "22 de novembro–4 de dezembro"  |
| 2020    | Zorra                             | Várias personagens                               |                                            |
| 2021    | Meu Amigo Bussunda                | Ela mesma                                        |                                            |
| 2021    | Central de Bicos                  | Kellen Pescoção                                  |                                            |
| 2022    | Além da Ilusão                    | Margarida Gauthier (Margô)                       |                                            |
| 2023    | Dois em Cena                      | Apresentadora                                    |                                            |
| 2024    | Body By Beth                      | Maria Elisa Beth Aguiar (Beth)                   |                                            |
| 2025    | BBB: O Documentário               | Ela mesma                                        |                                            |
| 2025    | Falas Femininas                   | Apresentadora / Cindy / Helena                   | Especial do Dia Internacional da Mulher    |
| 2025    | Show 60 Anos                      | Magda Luciana Eugênia Mathias Sayão Antibes      | Especial dos 60 Anos da Globo              |
| 2025    | Love & Dance                      | Comentarista / Jurada Fixa                       |                                            |
| 2025    | Mundo da Lua                      | Monalisa (Musa da Lua)                           |                                            |
| 2025    | Loucos Por Novelas                | Apresentadora                                    |                                            |

### Cinema
| Ano  | Título                                     | Personagem                                  | Nota           |
| ---- | ------------------------------------------ | ------------------------------------------- | -------------- |
| 1987 | A Mulher Fatal Encontra O Homem Ideal      | —                                           | Curta-metragem |
| 1991 | Não Quero Falar Sobre Isso Agora           | Bárbara                                     |                |
| 1992 | Tanta Estrela por Aí…                      | Meg                                         | Curta-metragem |
| 1992 | O Bilhete Premiado                         | —                                           | Curta-metragem |
| 1993 | 3 X 4                                      | —                                           | Curta-metragem |
| 1993 | A Má Criada                                | Salete                                      | Curta-metragem |
| 1994 | Capitalismo Selvagem                       | Diana Assis                                 |                |
| 1995 | A Origem dos Bebês Segundo Kiki Cavalcanti | Celeste Cavalcanti                          | Curta-metragem |
| 1995 | Nelson                                     | —                                           | Curta-metragem |
| 1997 | Doces poderes                              | Beatriz Campos Jordão (Bia)                 |                |
| 1998 | Boleiros                                   | Mulher sedutora                             |                |
| 1999 | Por Trás do Pano                           | Laís                                        |                |
| 2000 | Almas em Chamas                            | Voz                                         | Curta-metragem |
| 2002 | Durval Discos                              | Elisabeth                                   |                |
| 2003 | Os Normais - O Filme                       | Martha                                      |                |
| 2004 | Como Fazer um Filme de Amor                | Lilith                                      |                |
| 2008 | Maré, nossa história de amor               | Fernanda                                    |                |
| 2009 | É Proibido Fumar                           | Pop                                         |                |
| 2011 | Família Vende Tudo                         | Bispa Marisa                                |                |
| 2012 | Acho                                       | Ela mesma                                   | Curta-metragem |
| 2014 | Festa no Céu                               | Catrina                                     | Dublagem       |
| 2014 | Para Sempre Teu Caio F.                    | Ela mesma                                   | Documentário   |
| 2015 | Estro                                      | Mulher                                      | Curta-metragem |
| 2016 | De Onde Eu Te Vejo                         | Olga                                        |                |
| 2019 | Sai de Baixo - O Filme                     | Magda Luciana Eugênia Mathias Sayão Antibes |                |
| 2022 | Tarsilinha                                 | Lagarta (voz)                               | Voz Original   |
| 2022 | Tromba Trem: O Filme                       | Mirella Miramontes (voz)                    | Voz Original   |
| 2023 | Elementos                                  | Fagulha (voz)                               | Dublagem       |

### Jogos eletrônicos
| Ano  | Título                               | Personagem | Notas |
| ---- | ------------------------------------ | ---------- | ----- |
| 1996 | Gustavinho em... O Enigma da Esfinge | Cleópatra  | Voz   |

## Teatro
| Ano        | Peça                                    | Papel              |
| ---------- | --------------------------------------- | ------------------ |
| 1983       | Una Serata Al Sugo                      |                    |
| 1984       | Fausto                                  |                    |
| 1985       | Doze Atos de Nelson Rodrigues           |                    |
| 1986       | Criança Enterrada                       |                    |
| 1988       | Fica Comigo Esta Noite                  | Laura              |
| 1991       | Algemas do Ódio                         |                    |
| 1993       | Palmas Para O Senhor Diretor            |                    |
| 1994       | Fascinação                              |                    |
| 1995       | Três Mulheres Altas                     | C                  |
| 2000       | A Megera Domada                         | Catarina           |
| 2004       | O Caso Da Rua Ao Lado                   |                    |
| 2005       | Misery                                  | Annie Wilkes       |
| 2007–08    | Fica Comigo Esta Noite                  | Laura              |
| 2009       | A Capa                                  |                    |
| 2008–13    | Romance Volume II                       |                    |
| 2010       | O Inferno Sou Eu                        | Simone de Beauvoir |
| 2012–13    | A Família Addams                        | Mortícia Addams    |
| 2014       | O Que o Mordomo Viu?                    |                    |
| 2014–atual | Romance Volume III - "Agora Vai"        |                    |
| 2015–16    | Mulheres à Beira de um Ataque de Nervos | Pepa               |
| 2018       | Coisas Estranhas Acontecem Nesta Casa   | Co-direção da peça |
| 2019       | Sunset Boulevard                        | Norma Desmond      |
| 2021       | Bárbara, a peça                         |                    |
| 2022       | A Família Addams                        | Mortícia Addams    |

## Discografia

### Álbum de Estúdio
| Ano  | Sobre o álbum |
| ---- | --- |
| 2009 | Romance Vol. II - Lançamento: 13 de Agosto de 2009 - Formato: CD, download digital, streaming - Gravadora: Lua Music |

### Singles
| Ano  | Título                | Videoclipe |
| ---- | --------------------- | ---------- |
| 2009 | Minha Fama de Mau     | Não        |
| 2009 | Amor                  | Não        |
| 2009 | I'm Not in Love       | Não        |
| 2010 | Insanidade Temporária | Sim        |
| 2010 | As Dores do Mundo     | Não        |

### Turnês
| Ano     | Título                           |
| ------- | -------------------------------- |
| 2008–13 | Romance Volume II                |
| 2014–15 | Romance Volume III - "Agora Vai" |
| 2016–18 | Romance                          |

## Prêmios e indicações
| Ano  | Prêmio                              | Categoria                                | Nomeações                               | Resultado |
| ---- | ----------------------------------- | ---------------------------------------- | --------------------------------------- | --------- |
| 1990 | Prêmio APCA de Televisão            | Melhor Revelação Feminina                | Rainha da Sucata                        | Venceu    |
| 1991 | Festival de Cinema de Gramado       | Melhor Atriz                             | Não Quero Falar Sobre Isso Agora        | Venceu    |
| 1992 | Festival de Cinema de Gramado       | Melhor Atriz de Curta-metragem           | O Bilhete Premiado                      | Venceu    |
| 1996 | Melhores do Ano                     | Melhor Comediante                        | Sai de Baixo                            | Venceu    |
| 1997 | Prêmio Guarani de Cinema Brasileiro | Melhor Atriz                             | Doces Poderes                           | Venceu    |
| 2004 | Prêmio Qualidade Brasil - SP        | Melhor Atriz Teatral Comédia             | O Caso da Rua ao Lado                   | Indicada  |
| 2006 | Troféu Top Of Business Brasil       | Melhor Atriz                             | Sai de Baixo                            | Venceu    |
| 2007 | Prêmio Qualidade Brasil             | Melhor Atriz Teatral Comédia             | Fica Comigo Esta Noite                  | Venceu    |
| 2009 | Prêmio Arte Qualidade Brasil        | Melhor Atriz de Programa Humorístico     | Toma Lá, Dá Cá                          | Venceu    |
| 2010 | Prêmio Contigo! de Cinema Nacional  | Melhor Atriz Coadjuvante                 | É Proibido Fumar                        | Indicado  |
| 2010 | Prêmio Contigo! de Teatro           | Melhor Atriz (Júri oficial)              | O Inferno Sou Eu                        | Indicada  |
| 2010 | Prêmio Contigo! de Teatro           | Melhor Atriz (Júri popular)              | O Inferno Sou Eu                        | Indicada  |
| 2010 | Prêmio Arte Qualidade Brasil        | Melhor Atriz Seriado ou Projeto Especial | S.O.S. Emergência                       | Indicado  |
| 2011 | Prêmio Contigo! de TV               | Melhor Atriz de Série ou Minissérie      | S.O.S. Emergência                       | Indicado  |
| 2011 | Prêmio Arte Qualidade Brasil        | Melhor Atriz Seriado ou Projeto Especial | Macho Man                               | Indicado  |
| 2012 | Prêmio Quem de Teatro               | Melhor Atriz de Teatro                   | A Família Addams                        | Venceu    |
| 2013 | Prêmio Botequim Cultural            | Melhor Atriz Músical                     | A Família Addams                        | Venceu    |
| 2013 | Prêmio Bibi Ferreira de Teatro      | Melhor Atriz                             | A Família Addams                        | Indicado  |
| 2014 | Prêmio Arte Qualidade Brasil        | Melhor Atriz Comédia                     | O Que o Mordomo Viu?                    | Indicado  |
| 2015 | Prêmio Aplauso Brasil de Teatro     | Melhor Atriz                             | O Que o Mordomo Viu?                    | Venceu    |
| 2015 | Prêmio Bibi Ferreira de Teatro      | Melhor Atriz                             | Mulheres à Beira de um Ataque de Nervos | Indicado  |
| 2016 | Prêmio Arte Qualidade Brasil        | Melhor Atriz Musical                     | Mulheres à Beira de um Ataque de Nervos | Indicado  |
| 2017 | Prêmio Extra de Televisão           | Melhor Atriz Coadjuvante                 | Tempo de Amar                           | Indicado  |
| 2018 | Troféu Ateneu Rotário               | Homenagem                                | Atuação em prol da sociedade            | Venceu    |
| 2019 | Prêmio Aplauso Brasil de Teatro     | Melhor Atriz                             | Sunset Boulevard, O Musical             | Indicada  |
| 2020 | Prêmio F5                           | Melhor Atriz de Série/ programa de Humor | Zorra                                   | Indicada  |
| 2022 | Prêmio Bibi Ferreira                | Melhor Atriz em Musicais                 | A Família Addams                        | Indicada  |
| 2022 | Prêmio Bibi Ferreira                | Melhor Atriz em Peça de Teatro           | Bárbara                                 | Venceu    |
| 2022 | Prêmio Cenym de Teatro              | Melhor Monólogo                          | Bárbara                                 | Pendente  |
| 2022 | Prêmio Arcanjo de Cultura           | Especial                                 | A Família Addams e Bárbara              | Venceu    |
| 2025 | Mostra de Cinema de Ouro Preto      | Troféu Vila Rica                         | Homenagem                               |           |